# Fray Luis A. Beltrán
Fray Luis A. Beltrán är en ort i Argentina.   Den ligger i provinsen Santa Fe, i den centrala delen av landet, 300 km nordväst om huvudstaden Buenos Aires. Fray Luis A. Beltrán ligger 30 meter över havet och antalet invånare är 14 390.
Terrängen runt Fray Luis A. Beltrán är platt, och sluttar österut. Runt Fray Luis A. Beltrán är det mycket glesbefolkat, med 5 invånare per kvadratkilometer.. Närmaste större samhälle är Rosario, 19,2 km söder om Fray Luis A. Beltrán. 
Trakten runt Fray Luis A. Beltrán består huvudsakligen av våtmarker.